# Бельгийский хардкор
Бельгийский хардкор или бельгийское техно — это жанр электронной музыки и предшественник хардкор-техно, который берёт свое начало от EBM и техно. Жанр описывается критиками, как «мрачное, тёмное и напыщенное техно». Возникнув в Бельгии, жанр оказал влияние на звучание раннего хардкора из Нидерландов, Германии, Италии, Великобритании и Северной Америки в начале 1990-х годов в рамках рейв-движения того периода.

## История
Предшественниками бельгийского хардкора были поджанры нью-бита, такие как хард-бит и скиззо.
Изначально медленный по темпу жанр электронной музыки, бельгийский нью-бит эволюционировал в хардкор в начале 1990-х годов с появлением техно-пластинок, воспроизводимых на повышенных скоростях. Новый жёсткий вариант техно быстро распространился за пределами Бельгии, набрав популярность среди европейских рейв-клубов и музыкальных чартов. Жанр также приобрёл известность и за пределами Континентальной Европы в таких странах, как США и Великобритания.
Пионерами жанра были такие бельгийские продюсеры, как Frank de Wulf, Oliver Abbeloos (из группы T99), Praga Khan и Lords of Acid. В Великобритании на жанр обратили внимание продюсеры, продвигая подобную музыку на лейблах Kickin’ Records, Vinyl Solution, Rabbit City, Edge и Rising High. Продюсер лейбла Rising High Records, Каспар Паунд, более известный, как The Hypnotist, активно продвигал бельгийский хардкор в Британских рейв-клубах.
Заметную роль в популяризации жанра сыграла группа L.A. Style, выпустив сингл «James Brown Is Dead», который попал в чарт Billboard Hot 100 Airplay. После непродолжительного периода популярности жанра в середине 1990-х годов, бельгийский хардкор потерял популярность среди представителей рейв-субкультуры из-за стремительной коммерциализации жанра и ассоциации с евродэнсом, после чего габбер, хардкор техно, хэппи-хардкор и транс заняли ведущую роль в рейв-культуре.

## Характеристики
Позаимствовав элементы из нью-бита, техно и EBM, бельгийский хардкор описывается музыкальным критиком Саймоном Рейнольдсом, как «бельгийский вариант техно с элементами индастриала, где мелодия была заменена индустриальным нойзом».
Основатель лейбла R&S Ренаат Вандепапельер рассматривал бельгийский хардкор как сочетание индастриала, EBM, нью-бита, эйсид-хауса и техно.
Типичными элементами жанра являются прямая бочка, глубокий бас и быстрый темп (от 120 до 140 BPM), нежели в нью-бит, но медленнее, чем в габбере. Однако в бельгийском хардкоре отсутствует дисторшн, а также барабанные брейки, как в габбере и брейкбите. Широкое использование синтезаторных «ударов» (коротких, одномоментных семплов оркестровых партий или синтезаторных аккордов), считается одной из основных характеристик этого стиля. Бельгийские продюсеры выделили особенный стиль из предыдущих стилей хауса и техно, тем самым проложили путь к появлению брейкбит-хардкора и габбера.
Музыкальный журналист Саймон Рейнольдс детально разобрал творчество Джоуи Белтрама, T99, L.A. Style и Human Resource. Они популяризировали использование синтезаторных звуков, как ментазм и Hoover sound. Музыкальный вклад бруклинского диджея-продюсера Джоуи Белтрама в бельгийский лейбл R&S Records стал основой в формировании культовых бельгийских рейв-звучаний, появившихся в тот период.
Многие рейв-звуки и семплы, первоначально возникшие в рамках бельгийского хардкора, впоследствии были заимствованы такими жанрами, как брейкбит-хардкор, джангл, дарккор, текстеп, габбер, хард-хаус, nu-NRG, хэппи-хардкор, хардстайл и фиджет-хаус.